# Стрептограміни

Хімічна структура стрептограміну А

Стрептограміни — група природних антибіотиків та їх похідних, що продукуються бактеріями роду Streptomyces. Кожен стрептограмін складається з 2 абсолютно окремих хімічних сполук, перша група цих сполук (стрептограміни А) — це молекули макролактонів, що містять багато ненасичених зв'язків, і включають:
- пристинаміцин ІІА
- пристинаміцин IIB
- дальфопристин (напівсинтетичне похідне пристинаміцину IIB).[2]

Друга група (стрептограміни В) є циклічними гексадепсипептидами, яка включає:
- пристинаміцин IA
- віргінаміцин S1
- хінупристин (напівсинтетичне похідне пристинаміцину IA).

Всі стрептограміни є бактеріостатичними, але комбінація квінупристин/дальфопристин має бактерицидну дію, ефект якої в кілька разів перевищує суму дій цих двох сполук, причому комбінація цих двох стрептограмінів дуже часто використовується через сильну дію навіть на бактерії, стійкі до інших антибіотиків.

## Механізм дії
Стрептограміни пригнічують синтез бактеріального білка, з'єднуючись із субодиницею рибосоми 50S біля входу в тунель, через який пептидний ланцюг виходить із рибосоми. Місце зв'язування стрептограміну B частково перекривається з місцем зв'язування макролідів і лінкозамідів, тому, коли бактерії стають стійкими до одної з цих груп антибіотиків, також виникає перехресна резистентність до двох інших груп антибіотиків.

## Спектр дії
Під час лінічних досліджень встановлено, що більшість грампозитивних бактерій, таких як стафілококи, стрептококи та ентерококи, чутливі до стрептограмінів, включаючи мультирезистентні штами. Винятком є Enterococcus faecalis , який проявляє природну резистентність завдяки ефлюксному насосу, а також Enterobacterales та Pseudomonas. Спектр дії стрептограмінів також включає аеробні грамнегативні бактерії, такі як Moraxella catarrhalis, Legionella, Neisseria, Haemophilus influenzae, але з меншою ступінню активності, а також анаеробні бактерії, наприклад Bacteroides, Lactobacillus, Clostridium perfringens і Clostridium difficile. Поки область застосування стрептограмінів обмежена ускладненими шкірними інфекціями, спричиненими стрептококами групи А та метицилін-чутливими стафілококами, а також інфекціями, спричиненими резистентними до ванкоміцину штамами Enterococcus faecium, та госпітальною пневмонією.